# Далеч от дома: Приключенията на жълтото куче
„Далеч от дома: Приключенията на жълтото куче“ (на английски: Far from Home: The Adventures of Yellow Dog) е американски приключенски филм от 1995 година на режисьора Филип Борсос. Във филма участват Джеси Брадфорд, Брус Дейвисън, Мими Роджърс и Том Бауър. Филмът е пуснат по кината в САЩ на 13 януари 1995 г.

## Актьорски състав
| Актьор         | Роля             |
| -------------- | ---------------- |
| Джеси Брадфорд | Ангъс Маккормик  |
| Брус Дейвисън  | Джон Маккормик   |
| Мими Роджърс   | Катрин Маккормик |
| Том Бауър      | Джон Гейл        |
| Джоел Палмър   | Силак Маккормик  |
| Марго Финли    | Сара             |

## В България
В България филмът е излъчен на 31 януари 2010 г. по Би Ти Ви Синема с български дублаж, преведен като „Приключенията на жълтото куче“. Екипът се състои от:
| Озвучаващи артисти  | Радосвета Василева Мими Йорданова Цанко Тасев Методи Вълчев Пламен Манасиев |
| Преводач            | Луиза Топузян                                                               |
| Тонрежисьор         | Стефан Македонски                                                           |
| Режисьор на дублажа | Чавдар Монов                                                                |